# Смехровское
Смехровское (Смехро) — озеро в Ковровском районе Владимирской области и Савинском районе Ивановской области. Площадь поверхности — 0,59 км². Высота над уровнем моря — 80,5 м.

## География и гидрография
Озеро находится на границе Владимирской и Ивановской областей, в северо-восточной части Клязьминского заказника, причём более 90 % водоема находится во Владимирской области. Имеет сильно вытянутую форму (с юго-запада на северо-восток) шириной 20-60 м; площадь озера — 59 га. Является старицей реки Клязьма, в которую имеет сток через протоки лишь в весеннее половодье. Северный берег озера возвышенный и занят реликтовым сосновым бором. Южный озерный берег покрыт почти непролазными зарослями различных лиственных деревьев и кустарника. На юго-западной оконечности расположена деревня Смехра.
Питание смешанное — грунтовое, дождевое и снежное.

## Флора и фауна
Озеро Смехро умеренно зарастает от берегов. В озере можно встретить более 20 видов различных растений, среди них: хвощ речной, рогоз широколистный, ежеголовник прямой, рдест плавающий, рдест блестящий, стрелолист обыкновенный, сусак зонтичный, элодея канадская, тростник обыкновенный, многокоренник обыкновенный, ряска малая, ряска трехдольная, кубышка жёлтая, сабельник болотный, вех ядовитый, поручейник широколистный, роголистник тёмно-зелёный.
В водоёме обитают: плотва и окунь, а также щука.
На берегах водится выхухоль, бобры.

## История
В III тыс. до н. э. в районе озера жили племена Фатьяновской культуры — культуры боевых топоров и шнуровой керамики.
Грамота, датируемая концом 1390-х гг., достаточно подробно описывает озеро Смехро. В то время оно было соединено двумя протоками с расположенным неподалёку озером Боровое и с рекой Шижегдой — левым притоком Клязьмы. В середине 1390-х годов князь Федор Андреевич Стародубский отдал в дар озеро игумену Троице-Сергиевского монастыря (будущей лавры) Никону Радонежскому, сподвижнику преподобного Сергия. Монахам Троицкой обители было дано разрешение поставить на берегу Смехровского озера «двор» для «ватаги рыболовов». Так была основана деревня Смехра.